# Autoroute A7 (Francia)
L'autostrada A7 (prosecuzione della vicina A6) è un'autostrada francese che collega Lione con Marsiglia ed è lunga 302 km.
Nota anche come "autostrada del sole", questa infrastruttura fa parte delle rotte europee E15 (da Lione a Orange), E80 (da Salon-de-Provence a Coudoux, scambio A7/A8), E714 (da Orange a Marsiglia) ed E712 (da Septèmes-les-Vallons a Marsiglia).
È gestita principalmente dalla società Autoroutes du Sud de la France (ASF). Inoltre, Radio Vinci Autoroutes (107,7 MHz) trasmette lungo l'A7, nell'area ASF, mentre l'autostrada stessa rientra nella zona est del network ASF.

## Percorso
| LIONE-MARSIGLIA                                                            |
| A7-A6                                                                      |
| Lyon-centro                                                                |
| Oullins                                                                    |
| Pierre-Bénite                                                              |
| St.-Fons (verso il Boulevard Périphérique, via le Boulevard Pierre-Sémard) |
| Vénissieux                                                                 |
| Aire de Solaize                                                            |
| Sérézin-du-Rhône                                                           |
| A7-A46-A47                                                                 |
| Vienne, L'Isle d'Abeau (de Marseille)                                      |
| Barriera di Vienne                                                         |
| Aire de Roussilon                                                          |
| Chanas Annonay / N82                                                       |
| Aire de St Rambert d'Albon                                                 |
| Tain l'Hermittage Romans                                                   |
| Valence nord                                                               |
| Aire de Portes les Valence                                                 |
| Loriol-sur-Drôme Crest Privas                                              |
| Aire de Bras de Zil (AR)/Saulce                                            |
| Aire de Montélimar                                                         |
| Montélimar Aubenas Le Puy-en-Velay                                         |
| Donzere/Pierrelate                                                         |
| Bollène Alès                                                               |
| Aire de Mornas les Adrets/Mornas village                                   |
| A7-A9                                                                      |
| Le Fournalet                                                               |
| Orange sud Carpentras                                                      |
| Aire de Sorgues/Le Fournalet                                               |
| Avignon nord Carpentras                                                    |
| Aire de Morieres                                                           |
| Avignon sud, Apt                                                           |
| Lamanon                                                                    |
| A7-A54                                                                     |
| Barriera di Lançon Provence                                                |
| A7-A8                                                                      |
| A7-A55                                                                     |
| A7-A51                                                                     |
| A7-A507                                                                    |
| Termine autostrada a Saint-Charles                                         |